# 铁失
铁失（13世纪？—1323年），又作帖赤、帖实、帖失，元朝大臣，蒙古亦乞列思氏，元英宗皇妃牙八忽都鲁（一说速哥八剌）的兄长，权相铁木迭儿义子。
元仁宗延祐末年，以翰林学士承旨、宣徽院使。元英宗即位初，为太医院使，转任中都威卫指挥使。至治元年（1321年），以铁木迭儿引荐，为御史大夫。领左、右阿速卫，掌管禁卫军。曾经陷害宣徽使秃坚不花，罢黜江南行台御史大夫康里脱脱。铁木迭儿死后，元英宗任用拜住为右丞相，追究铁木迭儿奸党，铁失心不自安。至治三年（1323年）八月，他勾结知枢密院事也先铁木儿、大司农失秃儿等十六人，趁元英宗和拜住从上都南返之机，于上都西二十里的驻跸之地南坡发动政变。以所领阿速卫兵为外应，杀害拜住，铁失亲手弑杀英宗于帐殿，遣使奉玺至漠北迎晋王也孙铁木儿。九月初四日，也孙铁木儿即位为泰定帝，铁失及其党羽均被夷三族。

## 延伸阅读
[在维基数据编辑]
 《元史/卷207》，出自宋濂《元史》
 《新元史/卷224》，出自柯劭忞《新元史》